# Thủy thủ Sao Thiên Vương
Ten'ō Haruka (天王 はるか (Thiên-Vương Dao)), được biết nhiều hơn với cái tên Sailor Uranus (セーラーウラヌス Sērā Uranusu), là một trong những nữ nhân vật chính của bộ truyện tranh Pretty Guardian SAILOR MOON (Nữ Chiến Binh Xinh Đẹp Thủy Thủ Mặt Trăng) được viết bởi nữ tác giả Naoko Takeuchi. Cô là thành viên của nhóm Chiến Binh Thủy Thủ, cô chiến đấu để bảo vệ Hệ Mặt Trời khỏi cái ác.
"Được bảo hộ bởi Thiên Vương Tinh, hành tinh của Gió. Chiến Binh của Bầu Trời, Thủy Thủ Sao Thiên Vương!"

## Thân thế

Haruka dưới nét vẽ của tác giả Naoko Takeuchi

Haruka sinh ngày 27 tháng 1, mang nhóm máu B, thuộc chòm sao Bảo Bình. Cô là một vận động viên điền kinh, một nghệ sĩ dương cầm tài năng và còn là vận động viên đua xe (cả moto lẫn xe hơi). Cô là một trong số ít những người được thấy xuất hiện cùng một chiếc xe hơi ngoài Chiba Mamoru. Cô sống cuộc sống của một người Tokyo giàu có và đầy ưu tú. Haruka xuất hiện lần đầu trên trường đua xe hơi, đang chờ Michiru lái trực thăng tới đón và sau đó gặp Usagi Tsukino trong tiệm game.
Haruka có ngoại hình giống như nam giới, có dáng người cao ráo (khoảng 1m80), rất điển trai với mái tóc ngắn màu vàng. Hơn nữa giọng nói, cách xưng hô và phong cách ăn mặc của Haruka đều khiến mọi người tưởng rằng cô là con trai. Trong season 3 của anime 90s, cô học tại Học viện Mugen - nơi chỉ dành cho những học sinh ưu tú. Khi cô thâm nhập vào đây để tìm hiểu về những hoạt động của nó, cô đã mặc đồng phục nam và được rất nhiều các nữ sinh hâm mộ.
Haruka được cho là thường hay tán tỉnh và trêu chọc các cô gái xinh đẹp, bao gồm cả Usagi. Ngoài ra cô cũng khá cứng đầu, không thích dựa dẫm vào người khác và rất gan dạ, liều lĩnh.
Trong nhạc kịch, cô được đóng bởi Sanae Kimura, Nao Takagi, Asako Uchida, Shu Shiotsuki  và Akiko Nakayama. Tính cách của Haruka cũng trong nhạc kịch cũng giống như tính cách của cô trong các phiên bản khác của Sailor Moon, ít nhất là trong Kessen / Transylvania to Mori - Shin Toujou! và Chibi Moon wo Mamoru Senshi-tachi.

### Gia đình
Haruka không có người thân nào được biết đến trong cả Manga lẫn Anime. Dường như cô chỉ sống cùng với Michiru. Trong Manga, cô chuyển đến sống cùng Setsuna, Michiru để nuôi nấng Hotaru sau khi cô bé được tái sinh trong Infinity Arc. Bốn người bọn họ đã cùng nhau trở thành một gia đình. Họ cũng thường xuyên xuất hiện cùng nhau trong Season 5 của Anime.

### Các mối quan hệ
Haruka có quan hệ tình cảm với Michiru Kaioh. Nhất là trong Anime phiên bản 90s, đã có rất nhiều "hint" giữa hai người, đặc biệt là trong Season 5. Trong bản lồng tiếng Anh, Amara (Haruka) và Michelle (Michiru) đã được đổi thành chị em họ để tránh những tranh cãi xung quanh mối quan hệ đồng tính giữa hai người họ.

## Biệt hiệu

### Sailor Uranus
Không giống như các Inner Senshi, cô thức tỉnh nhờ Sailor Neptune chứ không phải một con mèo đến từ mặt trăng.

### Princess Uranus
Nhiệm vụ của cô là bảo vệ Hệ Mặt Trời khỏi những cuộc xâm lăng từ bên ngoài. Cô sống trong Lâu đài Miranda.

## Phụ kiện, vũ khí của Thủy thủ Sao Thiên Vương

### Gươm thần vũ trụ

Thủy thủ Sao Thiên Vương tấn công bằng Gươm thần không gian (hình ảnh trong Sailor Moon Crystal)

Gươm Thần Không Gian (Space Sword) là vũ khí của Sailor Uranus, cô dùng nó để thi triển chiêu thức Space Sword Blaster. Trong Manga, ngay từ trước Arc Infinity, Sailor Uranus/Haruka Tenoh đã sở hữu thanh gươm này.
Không giống Sailor Pluto luôn dùng Hồng Ngọc Lựu trong hầu hết mọi đòn tấn công, hay như Sailor Neptune luôn mang theo Gương Thần Biển Sâu dù ở trạng thái chưa biến thân để hỗ trợ cho sức mạnh tâm linh của mình, Sailor Uranus hiếm khi sử dụng vũ khí của cô. Và như đã biết, khi tập hợp đủ ba Báu vật, khi ấy sẽ triệu hồi chiến binh hủy diệt - Sailor Saturn. Và một khả năng khác của Gươm Thần đó là nó dễ dàng điều chỉnh độ dài của lưỡi gươm ngắn dài tùy thích.
Trong Anime 90s, mục đích của vật này cũng tương tự như Manga. Tuy nhiên, về hình dáng của nó thì được điều chỉnh ít nhiều, lưỡi kiếm được đặt trong bao kiếm màu bạc với những đồ trang sức. Không giống trong manga, Gươm Thần Không Gian có độ dài nhất định và có màu đỏ thay vì màu trắng đục hoặc trong suốt. Và Sailor Uranus cũng không có nó ngay từ ban đầu, Gươm Thần được phong ấn trong cô, và sau này nhờ Sailor Pluto dùng Hồng Ngọc Lựu để tách lá bùa ra khỏi trái tim tinh khiết của cô. Hầu như nó không được dùng trong cả phần Sailor Moon S, chỉ được sử dụng duy nhất một lần ở tập 124, về sau cô sử dụng nó nhiều hơn. Và thêm một điểm khác nữa, thay vì triệu hội Sailor Saturn khi tập hợp được 3 Báu vật, thì nó lại dùng để tạo ra Chén Thánh.
- Ghi chú khác:

– Gươm Thần Không Gian xuất hiện với hình dáng cây đao.
– Nó không phải là một đồ vật có phép thuật không thể phá hủy, ở Ep.197 (Anime), Sailor Galaxia đã làm nứt nó chỉ với tay không.
– Dường như lưỡi gươm có khả năng thay đổi thành hình dạng vật chất hoặc năng lượng.
– Gươm Thần không có khả năng cung cấp thông tin giống như Hồng Ngọc Lựu (nó đã cho các Inner thấy được sự khủng khiếp của Đấng Câm Lặng ở Ep.119) hay như Gương Thần Biển Sâu (nó đã cảm nhận được sự xuất hiện của Sailor Saturn ở Act.33)

## Trang phục

### Anime 90s
1.Trong trang phục này của Sailor Uranus, màu nổi bật nhất là màu xanh dương đậm (Đá đính trên vương miện, cổ áo, tay áo, vòng cổ, váy, nơ sau, trâm cài áo, giày), màu nhấn trên bộ trang phục là màu vàng (nơ trước ngực). Cô chỉ đeo một chiếc bông tai màu vàng ở tai trái. Cổ áo cô không có sọc, vòng cổ không có đá đính kèm. Găng tay của cô chỉ dài đến cổ tay. Giày của cô có màu xanh dương đậm.
2.Sau khi được nâng cấp lên bậc "Super", Uranus đeo thêm một chiếc bông tai màu vàng (bình thường cô chỉ đeo một bông tai). Vòng cổ của Uranus được đính thêm một ngôi sao vàng, cổ áo của cô xuất hiện thêm một sọc trắng. Trâm cài nơ trước biến đổi từ hình tròn thành hình trái tim, nơ sau của cô được kéo dài hơn. Cô có thêm một miếng đệm vai mờ ở dưới. Chiều dài găng tay của cô vẫn được giữ nguyên.

### Manga
1.Bộ trang phục đầu tiên của Uranus trong Manga giống hệt Anime, chỉ khác là cô đeo hai chiếc bông tai ngay từ đầu (Trong Anime, ban đầu Uranus chỉ đeo một bông tai)
2.Sau khi Sailor Moon biến thành Super Sailor Moon lần đầu tiên, trâm cài của Uranus chuyển từ hình tròn sang trái tim (Sailor Moon Manga Act 33). Bộ trang phục của Sailor Uranus gần như giống hệt Anime. Chỉ khác là găng tay của cô được kéo dài đến khuỷu tay, và có một vòng tròn màu xanh dương đậm ở ngôi sao đính trên vòng cổ của cô.
3.Sau khi được nâng lên cấp cuối cùng trong Stars Arc, vòng cổ của cô có hình chữ V và trâm cài ở ngực có hình một ngôi sao màu xanh dương đậm. Miếng đệm vai của cô phồng lên, có màu xanh dương nhạt, đính hai mảnh vải màu xanh đậm ở bên dưới. Găng tay của cô dài đến tận cánh tay cô. Trong Artbook, cô có dây đeo hình chữ V màu xanh đậm, đính ngôi sao ở tay, nhưng chúng không xuất hiện trong Manga. Thắt lưng gồm hai dải ruy băng, một xanh dương đậm và một xanh dương nhạt, mỏng và dài. Tại nơi giao nhau của hai dải ruy băng đính một ngôi sao năm cánh màu vàng. Nơ sau của cô có màu xanh dương nhạt. Váy của cô có hai lớp: Xanh đậm bên trên và xanh nhạt bên dưới. Bốt của cô cao tới gần đầu gối, màu trắng, có viền là hình chữ V xanh đậm, đính một ngôi sao. Vương miện của cô đính một ngôi sao năm cánh màu xanh đậm, hoa tai của cô là một ngôi sao có cùng màu.

### Nhạc kịch
1.Trang phục của Sailor Uranus trong nhạc kịch khá là giống với bản Anime và Manga. Những phần như găng tay, cổ áo, đệm vai, vòng cổ, nơ sau và lớp váy trên có màu xanh dương đậm. Trong khi đó nơ trước cũng như lớp váy dưới của cô có màu vàng. Miếng đệm vai của cô được trang trí với những hạt màu tím nhạt. Trâm cài của cô có hình tròn màu vàng có đính một hình chữ thập màu xanh dương, xung quanh là những tua rua. Vòng cổ của cô có màu xanh dương đậm, đính một vòng tròn cùng màu được viền vàng. Hoa tai của cô có hình ngôi sao.

### Princess Uranus
1.Cô mặc váy đầm dài màu xanh sẫm và băng cổ cùng màu. Có ký hiệu Sao Thiên Vương trên trán.

## Chiêu thức và Sức mạnh
Haruka sở hữu một trong ba báu vật truyền thuyết là Gươm thần vũ trụ (The Space Sword), bên cạnh Gương thần biển sâu (The Deep Aqua Mirror) của Michiru và Trượng hồng ngọc (The Garnet Rod) của Setsuna

### Anime 90s
- Biến đổi

- Uranus Planet Power, Make Up! (Năng Lượng Hành Tinh Thiên Vương, Biến Thân!) - Cô sử dụng bút biến thân để biến thân thành Sailor Uranus (Thủy Thủ Sao Thiên Vương).
- Các chiêu thức tấn công

- World Shaking (Rung Chuyển Thế Giới) - Cô phóng một quả cầu màu vàng, có hình dạng giống Sao Thiên Vương, khiến cho mặt đất nứt ra, tấn công kẻ thù.
- Space Sword Blaster (Gươm Thần Vũ Trụ Bùng Nổ) - Sailor Uranus sử dụng một trong những lá bùa Talisman -  Kiếm không gian - để tấn công kẻ thù của mình.

### Manga
- Biến đổi

- Uranus Planet Power, Make Up! (Năng Lượng Hành Tinh Thiên Vương, Biến Thân!) - Cô sử dụng khẩu hiệu này để biến thân thành Sailor Uranus (Thủy Thủ Sao Thiên Vương).
- Uranus Crystal Power, Make Up! (Năng Lượng Pha Lê Thiên Vương, Biến Thân!) - Cô sử dụng Uranus Crystal (Pha Lê Thiên Vương) để biến hình thành Super Sailor Uranus (Siêu Thủy Thủ Sao Thiên Vương).
- Chiêu thức

- World Shaking! (Rung Chuyển Thế Giới) - Sailor Uranus phóng năng lượng về phía kẻ thù.
- Space Sword Blaster! (Gươm Thần Vũ Trụ Bùng Nổ) - Sailor Uranus tấn công bằng cách sử dụng Kiếm không gian. Trước khi tấn công cô hô rằng "Hỡi báu vật truyền thuyết! Hãy hiện thân và bảo vệ ta bằng sức mạnh của người!"
- Space Turbulence (Cuồng Phong Vũ Trụ) - Sailor Uranus phóng năng lượng về phía kẻ thù.
- Galactica Space Turbulence (Không gian nhiễu loạn Galactica) - Sailor Uranus sử dụng chiêu thức này khi cô bị Sailor Galaxia điều khiển.

### Video Games
- Chiêu thức

- Destructive Carnival - Sử dụng trong Sailor Moon S: Jougai Rantou!? Shuyaku Shoudatsusen và Sailor Moon SuperS: Zennin Sanka! Shuyaku Shoudatsusen.
- Diving Gaia Crash - Sử dụng trong Sailor Moon S: Jougai Rantou!? Shuyaku Shoudatsusen và Sailor Moon SuperS: Zennin Sanka! Shuyaku Shoudatsusen và Sailor Moon S 3DO.
- Uranus World Attack - Sử dụng trong  Sailor Moon S: Jougai Rantou!? Shuyaku Shoudatsusen và Sailor Moon SuperS: Zennin Sanka! Shuyaku Shoudatsusen.
- Spiral Buster - Sử dụng trong Sailor Moon S 3DO.
- Somersault Kick - Sử dụng trong Sailor Moon S 3DO.
- Air Slash - Sử dụng trong Sailor Moon S 3DO.

## Thông tin bên lề
- Trong Anime, màu sắc "hào quang" của các Senshi thường là màu chủ đạo trên trang phục của họ. Nhưng riêng với Uranus thì màu "hào quang" có lúc là màu vàng, có lúc là màu xanh dương đậm.
- Haruka có thể lái xe hơi và xe moto, bất chấp thực tế rằng tuổi được cấp giấy phép lái xe tại Nhật Bản là 18 tuổi. Khi điều này được đưa vào Anime, cô nói rằng mình đã được cấp giấy phép lái xe ở nước ngoài.
- Có vẻ Haruka và Michiru sở hữu một chiếc máy bay trực thăng riêng và có thể tự lái nó. Trong Manga, Haruka sở hữu một chiếc máy bay trực thăng riêng. Cô đặt tên cho nó là Tenoumaru (天王丸, Thiên Vương hay Vua của bầu trời).
- Haruka và Michiru là hai Senshi duy nhất ngoài Sailor Moon có một mối quan hệ tình cảm kéo dài xuyên suốt bộ phim.
- Trong Anime, mặc dù giới tính của mình là nữ, nhưng Haruka vẫn dùng đại từ "boku" (仆) dành cho nam giới. Cùng với đó là cách ăn mặc giống con trai của cô. Đó cũng là lý do vì sao người ta thường nhầm cô là con trai trong lần gặp đầu tiên.
- Theo Materials Collection, nhân vật Haruka chịu ảnh hưởng của Takarazuka Revue.
- Theo Original Picture Collection Volume III, xe của Haruka là chiếc Ferrari 512M. Đó là chiếc xe yêu thích của Naoko Takeuchi.
- Khi Haruka và Michiru được đổi thành "Chị em họ" trong bản lồng tiếng của Cloverway Dub, nó đã gây ra những trò đùa về mối quan hệ "loạn luân" giữa các fan.
- Vào năm 1998, Irwin phát hành dòng búp bê " Senshi of the Outer Solar System " trước khi Sailor Moon S được phát sóng tại Bắc Mỹ. Trên hộp của búp bê Sailor Uranus, cô được đặt tên là " Corinn ".
- Trong bản lồng tiếng Anh, Amara đã đặt biệt danh cho Serena là "Moon Face". Trong tiếng Pháp thì là "Face de Lune". Trong phiên bản Catalan thì là "Cara de Lluna". Chúng đều có nghĩa là " Moon Face " giống trong tiếng Anh.
- Trong bản tiếng Pháp, Haruka được đặt tên là Haruka Frédérique. Đó là một sai lầm khi họ dự định Haruka là con trai. Tuy nhiên, Frédérique chỉ đơn giản là bị nhầm thành con trai, sau đó cô được tiết lộ là nữ, mặc dù cô coi Mylene (Michiru) là "bạn thân" chứ không phải là bạn gái. Frédérique được lồng giọng nam khi chưa biến hình và được đổi thành giọng nữ sau khi biến thành Sailor Uranus.
- Trong bản lồng Mexico, Haruka vẫn giữ nguyên tên của mình. Nhưng nữ diễn viên lồng tiếng cho Haruka - Belinda Martínez - lại thay đổi giọng nói sao cho phù hợp với ngoại hình của Haruka. Khi chưa biến hình, Haruka sẽ có giọng trầm, nghe dễ bị nhầm thành nam. Khi là Sailor Uranus, cô sẽ có giọng nhẹ nhàng và nữ tính hơn. Ở cuối tập 92, Haruka được dùng giọng khi là Sailor Uranus để chứng minh với Usagi và mọi người rằng cô là con gái chứ không phải con trai.
- Số căn hộ của Haruka trong Infinity Arc là "1127". Nếu bạn xoá một số 1 đi thì sẽ trở thành "127", tương đương với tháng và ngày sinh nhặt của cô (tháng 1 ngày 27 hay 1-27 (trong tiếng Anh)).